# Joël Pécune
Pas d'image ? Cliquez ici

a Compétitions nationales et continentales officielles uniquement.

b Matchs officiels uniquement.
Dernière mise à jour le 14 avril 2025.
Joël Pécune, né le 3 mars 1951 à Ibos (France), est un joueur international français de rugby à XV qui a joué au Stadoceste tarbais, évoluant aux postes de centre ou d'ailier. Il poursuit sa carrière sportive en rugby à XIII en rejoignant le RC Saint-Gaudens en 1980. 
Après sa carrière de joueur, il devient entraîneur de rugby à XV.

## Biographie
Joël Pécune naît le 3 mars 1951 à Ibos dans le département français des Hautes-Pyrénées,.
Il pratique le rugby à XV au Stadoceste tarbais dès les catégories de jeunes, remportant la finale Gaudermen en 1968 contre l'AS Montferrand, la Coupe René-Crabos en juniors B en 1970, étant également finaliste de la Coupe Frantz-Reichel en 1972.
L'année suivante, il est champion de France avec l'équipe senior du Stadoceste tarbais, marquant le premier essai lors de la finale contre l'US Dax.
Joël Pécune dispute son premier test match avec l'équipe de France le 16 février 1974, contre l'équipe du pays de Galles.
Il est convoqué pour la tournée de l'équipe de France en 1976. Il dispute son dernier test match avec son pays au cours de cette tournée, le 12 juin, contre l'équipe des États-Unis. Il est titulaire et remplacé en cours de match par Jacques Cimarosti avant de rerentrer à la place d'André Dubertrand lors de la victoire 33 à 14 des Français,.
En 1977, effectuant son service militaire au bataillon de Joinville, il manque le Grand Chelem de l'équipe de France dans le Tournoi des Cinq Nations.
En 1980, il quitte le Stadoceste tarbais et passe au rugby à XIII pendant deux ans au RC Saint-Gaudens.
Après l'arrêt de sa carrière de joueur, il devient entraîneur chez les jeunes du Stadoceste tarbais avant d'entraîner l'Olympique miélanais, l'US Argelès et le club d'Ossun.
En novembre 1998, devenu entraîneur du Stadoceste tarbais depuis le début de saison, il démissionne de son poste.
En dehors de sa pratique sportive, il est professeur de sport, au lycée Marie-Curie de Tarbes.

## Statistiques en équipe nationale
- Sélections en équipe de France : 10 ;
- Points marqués : 16 (4 essais) ;
- Sélections par année : 3 en 1974, 3 en 1975, 4 en 1976 ;
- Tournois des Cinq Nations disputés : 1974, 1976.

## Palmarès
- Vainqueur du Challenge Pierre-Gaudermen en 1968 avec le Stadoceste tarbais.
- Vainqueur de la Coupe René-Crabos en 1970 avec le Stadoceste tarbais.
- Vainqueur de la Coupe Frantz-Reichel en 1972 avec le Stadoceste tarbais.
- Vainqueur du Championnat de France en 1973 avec le Stadoceste tarbais.